# Falenofilia
Falenofilia é o tipo de polinização realizada por mariposas. que flutuam em frente à flor sem pousar. Utilizam suas proboscites falsas para chegar até ao nectário da flor. Polinizam geralmente flores tubulosas grandes, onde colocam suas proboscites largas.
A Esfingofilia é um sub-tipo de falenofilia, realizada especificamente por mariposas do grupo Sphingidae.